# هیوین کینگ جپکموی
هیوین کینگ جپکموی (انگلیسی: Hyvin Kiyeng Jepkemoi؛ زادهٔ ۱۳ ژانویهٔ ۱۹۹۲) دونده زن اهل کنیا است.
وی در مسابقات کشوری و بین‌المللی در مجموع برندهٔ ۱ مدال طلا، ۱ مدال نقره، ۱ مدال برنز شده‌است.